# Underground Resistance
Underground Resistance (normalmente abreviado como UR) es un colectivo musical de Detroit, Míchigan, en EE. UU.. Son uno de los mayores exponentes del Detroit techno más militante, lo que se traduce en un estilo musical duro y en una estrategia estrictamente anticomercial.

## Underground Resistance
Fue formado originalmente por Jeff Mills y Mike Banks hacia finales de los años ochenta, a los cuales se unió posteriormente Robert Hood. El colectivo hace suyo el ideario del Detroit techno clásico, basado en la militancia underground, la tradición de lucha de la comunidad negra, la inspiración futurista tomada de obras de Alvin Toffler como "El Shock del Futuro" o la estética de las obras de ciencia ficción pioneras, y todo ello en el contexto de un Detroit devastado en aquella época por la reconversión industrial y las políticas de la era Reagan. Si bien comparten buena parte del imaginario del primer detroit techno, a diferencia de éste su visión no es la de un futurismo escapista y galáctico, sino que tiene más que ver con un punto de vista cyberpunk que se materializa en un discurso apocalíptico, enfadado y en ocasiones violento. Según sus fundadores, UR es 

Un proyecto planeado por los doctores revolucionarios UR y The Vision para fusionar en frío el ADN humano y las estructuras celulares con los circuitos de sonido y la cibernética; una unión entre sonido, hombre y máquina.

Su estética está profundamente emparentada con la lucha por los derechos de la comunidad afroamericana en Estados Unidos, recordando en ocasiones al movimiento de los panteras negras. Igualmente comparte elementos con el hip hop consciente y militante de la época, como se puede observar en la portada de su primer disco, "Revolution for Change", que podría considerarse tributo a la del álbum "Yo! Bum Rush The Show!" del combativo grupo de rap Public Enemy
El colectivo ha publicado normalmente su música bajo el nombre común Underground Resistance, mientras que sus miembros han ido cambiado a lo largo del tiempo, todo lo cual hace que sea difícil deducir a quién corresponde la autoría de cada disco. Ello es una concreción de su apuesta por el anonimato como arma contra la industria musical. Normalmente, los miembros del colectivo renunciar a aparecer en público o en medios de comunicación y cuando lo hacen suele ser cubriendo su cara con bandanas o pañuelos para ocultar su rostro. Otra vía a través de la que UR ha canalizado su ideario antisistema ha sido un fuerte compromiso con el espíritu DIY (Do It Yourself, que se traduce por "Hazlo tú mismo"), como vía para enfrentarse a la industria y ser capaces al mismo tiempo de tener total libertad creativa. La distribución de su material se ha realizado siempre de forma independiente, y en ocasiones se les ha acusado de ser exclusivistas por sus planteamientos.
El estilo musical de UR ha ido cambiando con el tiempo. En sus orígenes formó parte de la segunda ola de detroit techno, haciendo gala de un sonido corrosivo, duro y en ocasiones minimalista. Posteriormente, y especialmente desde la publicación del primer disco en formato largo del grupo en 1998, "Interstellar Fugitives", tomaron una dirección menos dura y más relacionada con los orígenes negros del estilo. Este estilo ha sido definido por Mike Banks como "High-Tech Funk".  
Mills y Hood dejaron el colectivo en 1992 para desarrollar una carrera individual como productores y DJs en solitario, mientras que Mike Banks ha continuado desde entonces liderando UR.

## Manifiesto de URArchivadoel 28 de octubre de 2009 enWayback Machine.
"Underground Resistance es un sello para un movimiento. Un movimiento que quiere el cambio a través de la revolución sónica. Urgimos a unirse a la resistencia y a ayudarnos a combatir la mediocre programación visual y sonora con la que se está alimentando a los habitantes de la Tierra, esta programación está estancando las mentes de la gente, construye un muro entre razas e impide la paz mundial. Es este muro el que queremos derribar. Mediante el uso de toda la energía aun por liberar del sonido vamos a destruir este muro igual que ciertas frecuencias pueden quebrar el cristal. Techno es una música basada en la experimentación; es la música para el futuro de la raza humana. Sin esta música no habrá paz, no habrá amor, no habrá visión. Mediante la simple comunicación a través del sonido, el techno ha unido a las gentes de diferentes nacionalidades bajo un mismo techo para disfrutar. ¿Es que no es obvio que la música y el baile son las claves del universo? ¡Los llamados animales primitivos y las tribus humanas conocen esto desde hace miles de años! Urgimos a todos los hermanos y hermanas del underground a crear y trasmitir los tonos y las frecuencias sin importar cuan primitivos son sus medios. ¡Transmite este sonido y causa estragos en los programadores!
Larga vida al underground..."

## Discografía
- UR-001 UR featuring Yolanda - Your Time is Up
- UR-002 UR - Sonic
- UR-003 UR - The Final Frontier
- UR-004 UR - Waveform
- UR-005 UR - Nation 2 Nation
- UR-006 Blake Baxter - The Prince of Techno
- UR-007 UR featuring Yolanda - Living for the Night
- UR-008 The Vision - Gyroscopic
- UR-009 UR - Elimination
- UR-010/UR-012 UR - Riot/Fuel for the Fire
- UR-011 Suburban Knight - Nocturbulous Behavior
- UR-013.5 X - 101
- UR-015 Aztlan b/w Octave One - Daystar Rising
- UR-016 UR featuring Yolanda - Living for the Night Remix
- UR-017 UR - The Punisher
- UR-018 UR - M.I.A.
- UR-019.5  - 102
- UR-020 UR - World 2 World
- UR-021 UR - Crime Report
- UR-022 UR - Death Star
- UR-023 UR - Message to the Majors
- UR-024 UR - Acid Rain II: The Storm
- UR-025 UR - Galaxy 2 Galaxy
- UR-027 Scan 7 - Introducing Scan 7
- UR-028 UR - Acid Rain III
- UR-029 Suburban Knight & UR - Dark Energy
- UR-031 Scan 7 - Undetectable
- UR-032 UR - City of Fear EP
- UR-033 UR - Electronic Warfare
- UR-034 UR - Electronic Warfare (The Remixes)
- UR-035 UR - The Aztec Mystic
- UR-036 UR - By Night
- UR-038 UR - Codebreaker
- UR-039 UR - The Infiltrator
- UR-040 UR - Ambush
- UR-042 UR - Turning Point
- UR-043 Chaos - Condition Red EP
- UR-044 UR featuring Ron Mitchell - Hardlife
- UR-045 UR - Interstellar Fugitives
- UR-047 UR - Vintage Future
- UR-048 UR - The Swarm
- UR-049 DJ Rolando - The Aztec Mystic Mix
- UR-049 The Aztec Mystic - Knight of the Jaguar
- UR-050 UR - Hidden in Plain Sight

## Remixes
- 1991 Digital Boy - "This Is Mutha F**ker!"
- 1991 The Reese Project - "Direct Me"
- 1992 Bass Probe - "Mind Experiments"
- 1992 Chez Damier - "Can You Feel It"
- 1992 Ingator II - "Skyscratch (Mano Mano)"
- 1992 Maurizio - "Ploy"
- 1992 The Reese Project - "The Colour of Love"
- 1993 Seven Grand Housing Authority - "The Question"
- 1997 Rashid Salaam - "'D' Old Skool Dances"
- 2000 Kraftwerk - "Expo 2000"
- 2002 Model 600 - "Update"
- 2006 Depeche Mode - "People Are People"